# Ella vive en mí
«Ella vive en mí» es una canción grabada e interpretada por el cantautor español Álex Ubago, incluida en su quinto álbum de estudio Mentiras sinceras y del EP del mismo nombre.

## Historia
La canción ocupó solo los primeros lugares en las listas de España y estuvo durante dos semanas en posiciones de ese país. Mientras que el vídeo musical se grabó en Italia a cargo de Claudio Guidetti.
En 2022 y con motivo de su album 20 años hizo cover con el cantante español Antonio Orozco.

## Posiciones
| Listas (2012)                        | Posición |
| ------------------------------------ | -------- |
| España (PROMUSICAE)                  | 38       |
| España Los 40 Principales            | 33       |
| Estados Unidos (Latin Airplay Songs) | 47       |